# یاربیتسا
یاربیتسا (به بلغاری: Yarebitsa) یک منطقهٔ مسکونی در بلغارستان است که در شهرستان کاردژالی واقع شده‌است.